# 中华拟日月贝
中华拟日月贝（学名：Ctenoamussium sinensis），是莺蛤目海扇蛤科Ctenoamussium属的一种。主要分布于中国大陆，常栖息在潮下带、水深104－138米。
其种加词“sinensis”意为“中华的”。